# Нездобниця
«Нездобниця» — ботанічна пам'ятка природи місцевого значення в Україні. Пам'ятка природи розташована на території Кременецького району Тернопільської області, село Шкроботівка, урочище «Нездобиця», південно-східна частина села.
Площа — 7,11 га, статус отриманий у 2010 році.